# Pafor
Pafor (nemško Pavor) je naselje v Občini Teholica v Okraju Celovec-dežela na Koroškem v Avstriji.